# Matthias Henn
Matthias Henn (* 28. April 1985 in Birkenfeld) ist ein deutscher Fußballspieler.

## Karriere
Henn begann seine Karriere 1991 bei der JSG Unnertal Berschweiler. Er wechselte 1997 zur SG Blaubach-Diedelkopf, dem Heimatverein von Miroslav Klose. Ab 2002 trug er das Trikot für die A-Jugend des 1. FC Kaiserslautern. Sein Debüt in der Bundesliga gab er als Innenverteidiger am 23. April 2005 im Punktspiel gegen Borussia Dortmund. Nachdem er in der zweiten Mannschaft des 1. FC Kaiserslautern in der Regionalliga gespielt hatte, erhielt Henn zur Zweitliga-Saison 2006/07 einen Profivertrag.
Zur Saison 2007/08 wechselte Henn zu Zweitliga-Absteiger Eintracht Braunschweig in die Regionalliga, wo er einen Vertrag über zwei Jahre unterschrieb. In seiner ersten Saison stand er bei 21 Punktspielen auf dem Platz und konnte zwei Tore erzielen. 2009 setzte ihn eine Darmoperation außer Gefecht. 2011 verlängerte Eintracht seinen Kontrakt. Ein im November 2011 erlittener Kreuzbandriss setzte ihn monatelang außer Gefecht. Die Fortsetzung seiner Karriere schien lange Zeit ungewiss. In der Saison 2012/13 feierte er mit Braunschweig den größten Triumph seiner bisherigen Karriere und stieg in die erste Bundesliga auf. Mit der Vertragsverlängerung um ein Jahr blieb Henn den Braunschweigern erhalten.
Zur Saison 2015/16 wechselte Henn zu Hansa Rostock in die 3. Liga. Er unterzeichnete einen Zweijahresvertrag. Nach zwei Jahren und 71 Pflichtspieleinsätzen endete die Zusammenarbeit in Rostock zum Ende der Saison 2016/17. Henn wechselte zum Regionalligaabsteiger Teutonia Watzenborn-Steinberg in die Hessenliga und unterschrieb dort einen Zweijahresvertrag. Nach der Umbenennung des Klubs in FC Gießen stieg er mit dem Verein 2018/19 in die Regionalliga auf. Doch sein auslaufender Vertrag wurde nicht verlängert und Henn ist seitdem ohne neuen Verein.

## Erfolge
Eintracht Braunschweig
- Aufstieg in die 2. Bundesliga als Meister der 3. Liga: 2011
- Aufstieg in die Bundesliga: 2013

Hansa Rostock
- Landespokalsieger Mecklenburg-Vorpommern 2015/16 und 2016/17